# Masoncus
Masoncus es un género de arañas araneomorfas de la familia Linyphiidae. Su hábitat es en Norteamérica.

## Lista de especies
Según The World Spider Catalog 12.0::
- Masoncus arienus Chamberlin, 1949
- Masoncus conspectus (Gertsch & Davis, 1936)
- Masoncus dux Chamberlin, 1949
- Masoncus pogonophilus Cushing, 1995